# ワーウィック・アヴェニュー駅
ワーウィック・アヴェニュー駅（ワーウィック・アヴェニューえき、英語: Warwick Avenue tube station）はロンドン中心部北西、リトル・ベニス近くにあるロンドン地下鉄の駅である。当駅はベーカールー線パディントン駅とメイダ・ヴェール駅の間に位置し、トラベルカード・ゾーン2に含まれる。

## 歴史
当駅は、1915年1月31日、ロンドン電気鉄道の一路線だったベーカールー・チューブがパディントンからクイーンズ・パークまで延伸した際に開設された。
1985年9月17日に当駅改札階で火災が発生し、改札機が焼けるとともに駅が終日閉鎖された。

## 駅の位置及びレイアウト
当駅はワーウィック・アヴェニュー、ワリントン・クレセント、クリフトン・ガーデンズが交差する地点にあり、開業前は「ワリントン・クレセント」と仮称されていた。
当駅には地上に駅舎がなく、2箇所の階段を通って改札階に出入りする構造となっている。エレベーターのかわりにエスカレーターを設置した最初期の駅のうちの一つである。実用本位な形状の換気塔が駅の上を通る道の中央分離帯に設置されている。

## 他の交通機関との接続
ロンドンバス6、46、187、414が当駅を経由する。 
水上バスの定期便がリトル・ベニスからリージェンツ運河を経由して運行され、夏季は1時間ごとにロンドン動物園、カムデン・ロックへの便が出ている。
リージェンツ運河とグランド・ユニオン・カナルは当駅からワーウィック・アヴェニューを南に下ったところにある。カナル沿いには遊歩道が整備されており、遊歩道を通ってロンドン動物園、リージェンツ・パーク、メイダ・ヒル、ウェストボーン・パークに行くことが出来る。パディントン駅、リトル・ベニス、パディントン・ベイシンなども遊歩道のすぐ近くに位置する。

## メディアでの扱い
ウェールズ人歌手ダフィーがイギリスとアイルランドで2008年5月に発売した「ワーウィック・アヴェニュー」というシングル曲があり、イギリスのチャートで最高3位にランクインした。 

## ギャラリー

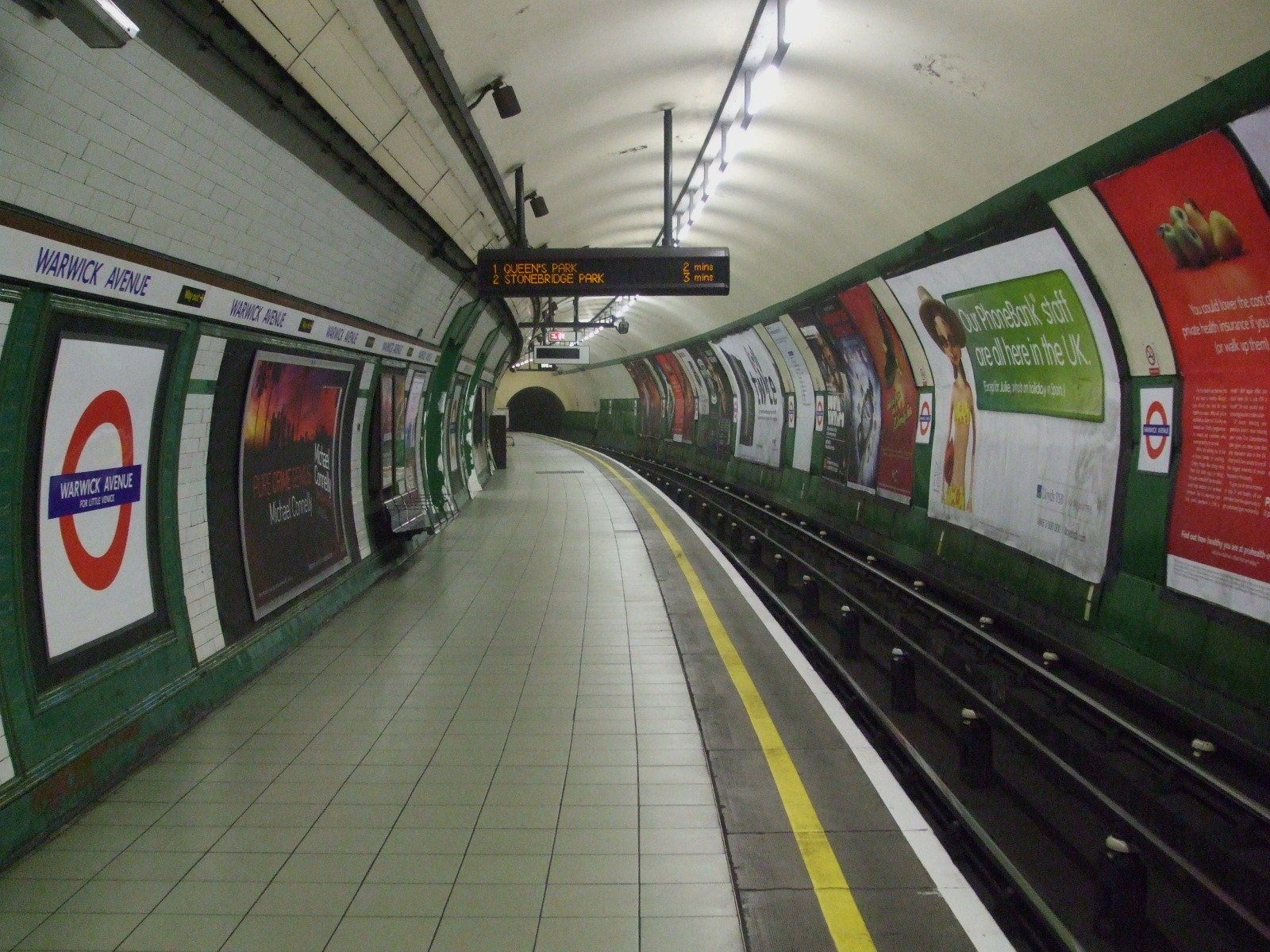
北行ホーム、南を見る
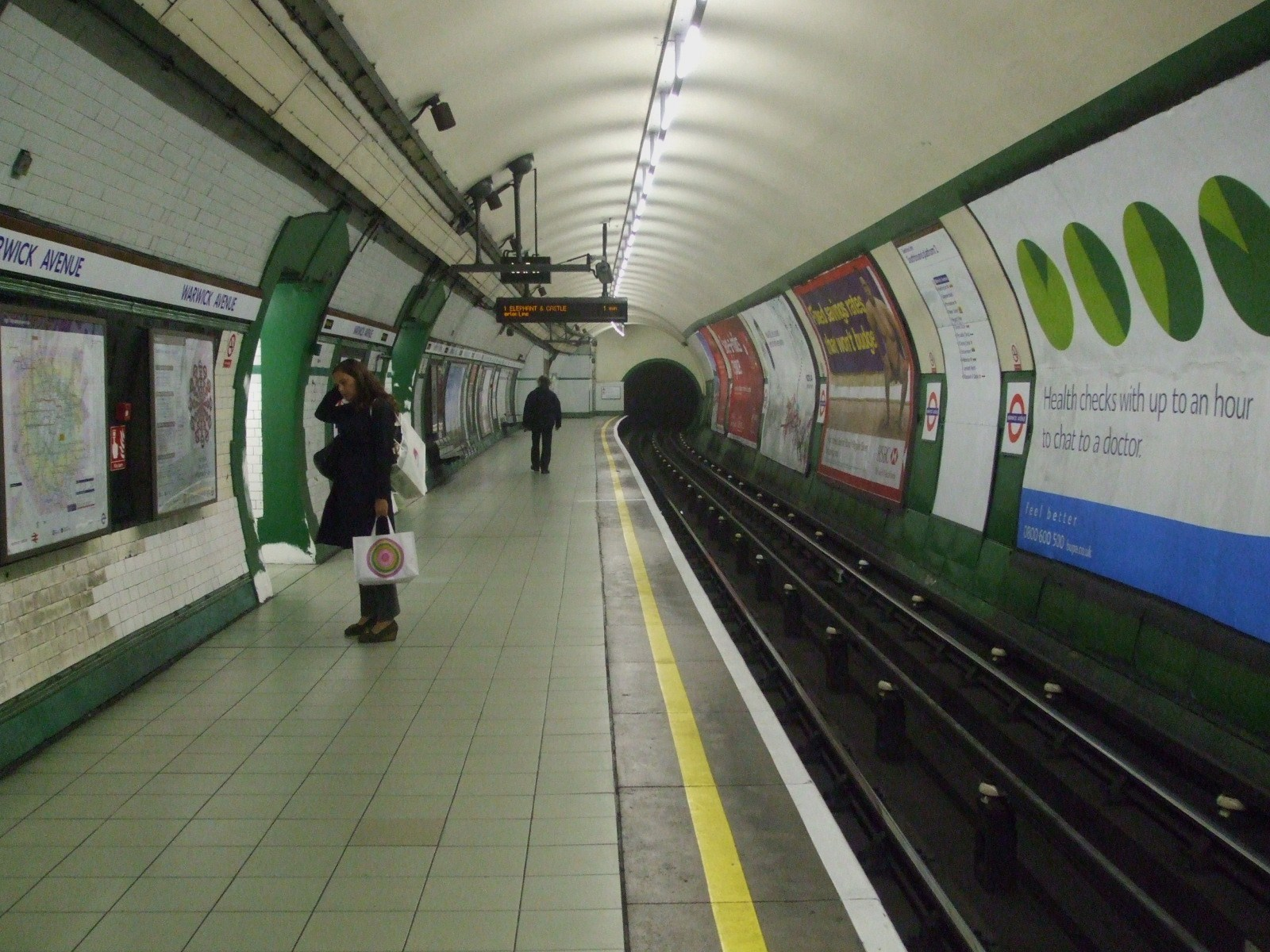
南行ホーム、北を見る
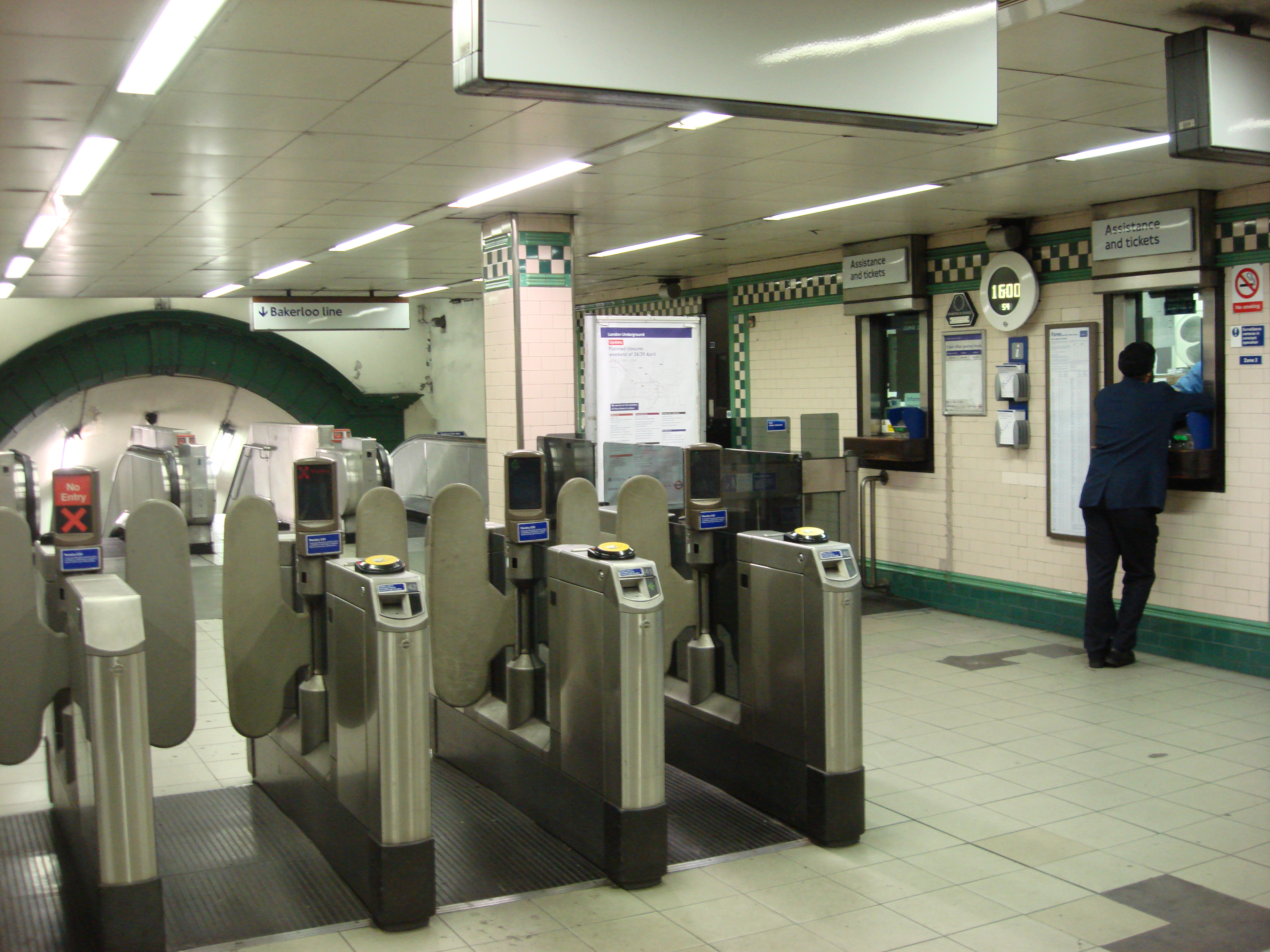
改札口
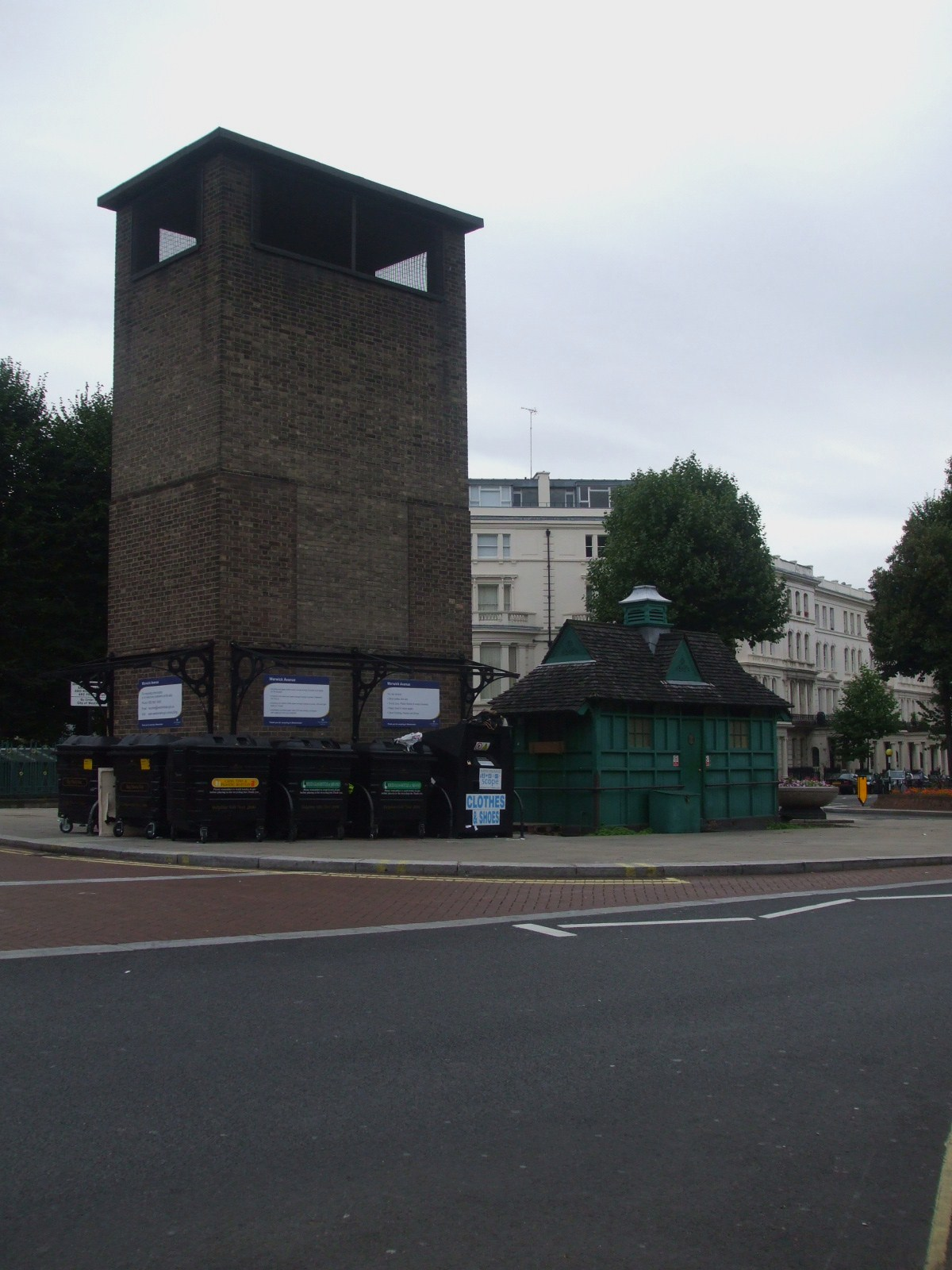
換気塔

## 隣の駅
ロンドン交通局
ロンドン地下鉄
■ベーカールー線
メイダ・ヴェール駅 - ワーウィック・アヴェニュー駅 - パディントン駅